# Valdenebro
Valdenebro – gmina w Hiszpanii, w prowincji Soria, w Kastylii i León, o powierzchni 51,41 km². W 2011 roku gmina liczyła 125 mieszkańców.